# 彭克冰川
77°57′S 34°42′W / 77.950°S 34.700°W
彭克冰川是南極洲的冰川，位於科茨地，流經伯特拉布冰川西部，最終注入瓦謝爾灣，由德國探險隊發現，以該國地理學家命名，現時由南極條約體系管理。